# Paul Weeden
Paul W. Weeden Sr.  (* 7. Januar 1923 in Indianapolis, Indiana; † 2. Juli 2011 in Oslo) war ein US-amerikanischer Jazz-Gitarrist, der zuletzt in Norwegen lebte.

## Leben
Weeden, 1923 in Indianapolis geboren, spielte 1954 bei Rusty Bryant, mit dem auch erste Plattenaufnahmen in New York entstanden. Anfang der 1960er Jahre leitete er das Paul Weeden Trio mit dem Organisten Don Patterson und dem Schlagzeuger Billy James; 1962 spielte er im Sonny Stitt/Don Patterson Quartett und im Gene Ammons Quintett sowie gegen Ende des Jahres in der Band von Eddie Lockjaw Davis, an dessen Album Streetlights (Prestige) er mitwirkte. 1963 arbeitete er mit Don Patterson, 1967 mit der Formation The Harlem Kiddies with King George. 1968 trat er in der Band von Coleman Hawkins in Kopenhagen auf; 1969 mit einem eigenen Quartett in den Niederlanden, u. a. mit Maarten van Regteren Altena sowie im Carl Schulze Trio. 
Im Jahr 1971 zog er nach Norwegen, spielte mit Einar Iversen, Egil Kapstad, Jon Christensen, Odd Riisnæs, Eivin Sannes, Vidar Johansen, Roy Nikolaisen, Rune Nicolaysen, Kristen Svendsen, Ole Jacob Hansen, Jacob Young und weiteren norwegischen Musikern. Mitte der 1980er Jahre gründete er das Paul Weeden/Herbert Noord Quintett; 1987 trat er im Count Basie Orchestra auf. Bei einem Besuch in Indianapolis spielte er 2000 in einer gemeinsamen Formation mit Jimmy Coe, der auch Reginald DuValle und Melvin Rhyne angehörten.
Der Dokumentarfilm Too Young to Be Old von Tove Midling-Jenssen von 2003 zeigt seine Zusammenarbeit mit der Formation Grønnes Bad & Jazzforsyning.

## Diskographische Hinweise
- Don Patterson/Paul Weeden Trio: Down Going Home (1963)
- Attacullakulla (RCA, 1972)
- Too Young to Be Old (1997) Oktett
- Nice but Easy (2003)
- Now and Then (2003)